# アメリカ少年合唱団
アメリカ少年合唱団（あめりかしょうねんがっしょうだん、英称:The American Boychoir School）は、米国ニュージャージー州プリンストンにあるアメリカの唯一の無宗派の少年合唱学校である。ボーディングスクールである。

## 歴史
合唱団及びその学校は1937年にオハイオ州コロンバスにて設立。設立当初の名称はコロンバス少年合唱団だった。1950年にニュージャージー州プリンストンに移転し、1980年にアメリカ少年合唱団に名称を変更した。

## 合唱団
アメリカ少年合唱団はアメリカにおける有数の合唱グループとの名声を得ており、アメリカ内外において多くのコンサートで歌を披露している。合唱団は年間200以上のコンサートに出演しており、4から5回の大きなツアーも組んでいる。ニューヨーク・フィルハーモニック、ベルリン・フィルハーモニック、ボストン・シンフォニー・オーケストラ、フィラデルフィア・オーケストラ、チェロ奏者ヨーヨー・マ、トランペット走者ウィントン・マルサリスやジェシー・ノーマン、フレデリカ・ヴォン・スターデ、キャスリーン・バトル等のオペラ歌手とも共演を果たしている。
合唱団は40枚以上のCDを発表しており、アメリカのテレビ番組でも定期的に出演している。日本には1989年、1993年及び2002年の夏にコンサート・ツアーを行っている。

## 学校
学校は男子のみの寄宿学校であり、学校に通うことで合唱団に参加することにもなる。生徒は日本の教育制度でいうところの小学校5年生から中学校2年生（年齢9歳から14歳）を対象としており、アメリカ全土及び海外から集まってきている。学校を見学した際のオーディションや合唱団がコンサートを行った地域におけるオーディション等を通じて、学校に入学し、合唱団に加わることが多い。
学校には2つの合唱団があり、一つは「コンサート合唱団」、もう一つは「訓練合唱団」である。コンサート合唱団は定期的に公演やツアーを行うのに対して、訓練合唱団は1年目の生徒から構成されており、十分な訓練を受ける。
学校自体はプリンストンにある15エーカーの広大なキャンパスに存在する。授業、リハーサル及び食事の全てはアルベマーレとして知られている大きなジョージア風の邸宅にて行われる。アルベマーレは、かつてワーナー・ランバートの創設者であるジェラルド・ランバートの夏の別荘であった。